# アステカ (サッカー)

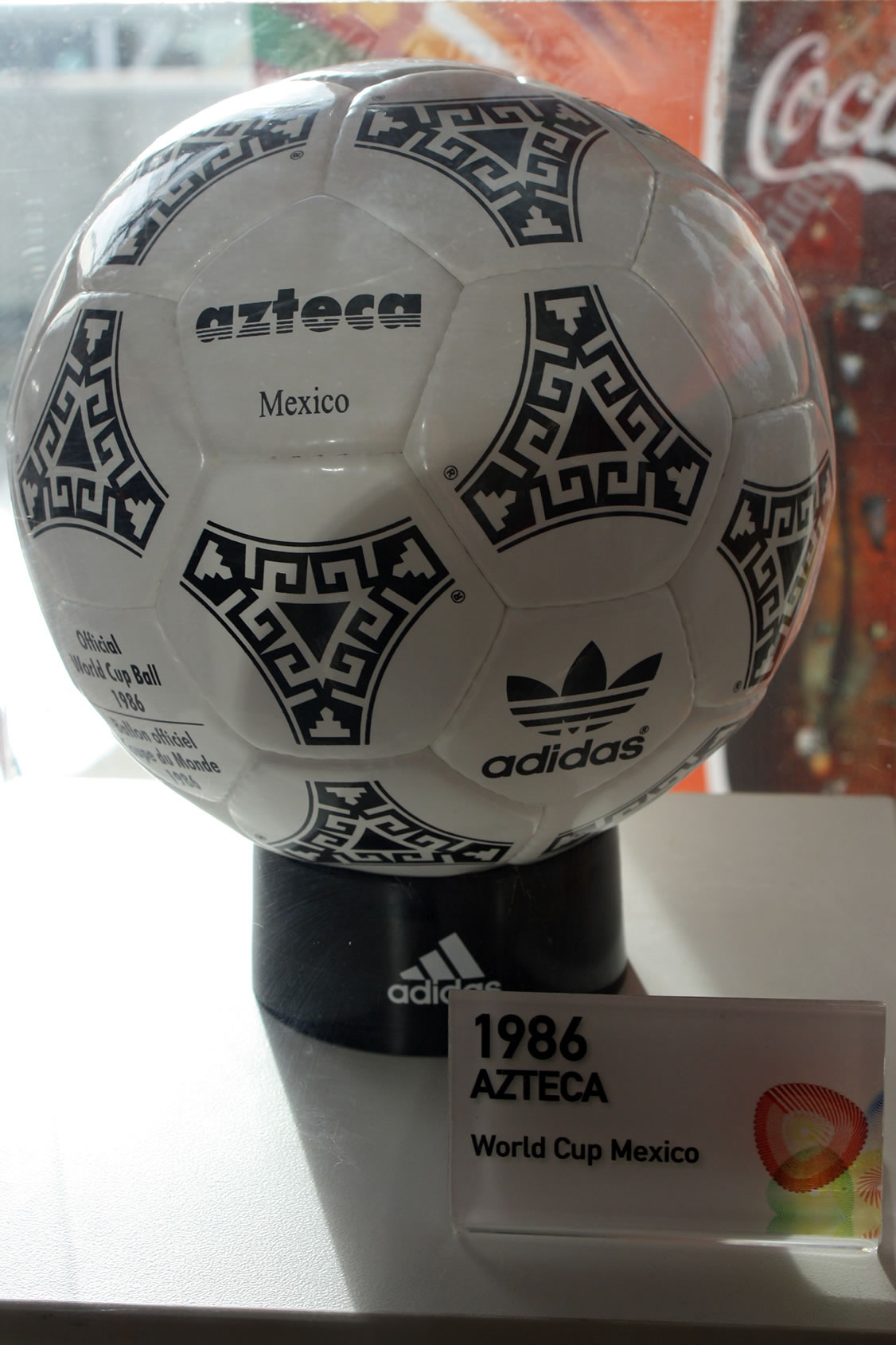
Azteca

Azteca（アステカ）はアディダス社製のサッカーボールであり、1986 FIFAワールドカップ メキシコ大会に使用された公式球である。
アステカは従来の天然皮革（牛革）製試合球とは異なり、FIFAワールドカップで最初の人工皮革製試合球であった。天然皮革では個々の革の品質に由来する重量・強度・反発力の違いを抑えることが難しかったが、人工皮革とすることによってこれらを標準化し、また硬い地面での使用に耐えうるようになって雨天時での水の吸い込みがほとんど無くなるようにもなった。デザインは古代アステカ文明の壁画の装飾美術にちなんだものになっている。
| 先代 タンゴ・エスパーニャ | FIFAワールドカップ 公式球 1986 FIFAワールドカップ | 次代 エトルスコ・ユニコ |